# تاخمرت
تخمارت اٍحدى بلديات ولاية تيارت الجزائرية وهي ملتقى الولايات الثلاث"تيارت-معسكر-سعيدة"وتعدّ بلدية تخمارت من أهم بلديات ولاية تيارت فهي تتميز بموقع استراتيجي هام وتتميز بخصوبة اراضيها مما يجعلها من أهم المناطق الفلاحية في الجزائر.

## عن المدينة
أهم أحيائها : تزقة (العقبة)، تخمارت القديمة، الملعب، بونوال، أولاد بليل، قرية دقداق، القرشة.حي نومية عبد القادر